# Pieve Ligure
Pieve Ligure är en ort och kommun i  storstadsregionen Genua, innan 2015 provinsen Genova, i regionen Ligurien i Italien. Kommunen hade 2 505 invånare (2018).